# Samak
Samak és una concentració de població designada pel cens dels Estats Units a l'estat de Utah. Segons el cens del 2000 tenia 161 habitants.

## Demografia
Segons el cens del 2000, Samak tenia 161 habitants, 72 habitatges, i 42 famílies. La densitat de població era de 13,3 habitants per km².
Dels 72 habitatges en un 22,2% hi vivien nens de menys de 18 anys, en un 51,4% hi vivien parelles casades, en un 5,6% dones solteres, i en un 40,3% no eren unitats familiars. En el 26,4% dels habitatges hi vivien persones soles el 2,8% de les quals corresponia a persones de 65 anys o més que vivien soles. El nombre mitjà de persones vivint en cada habitatge era de 2,24 i el nombre mitjà de persones que vivien en cada família era de 2,81.
Per edats la població es repartia de la següent manera: un 18,6% tenia menys de 18 anys, un 5,6% entre 18 i 24, un 44,7% entre 25 i 44, un 23% de 45 a 60 i un 8,1% 65 anys o més.
L'edat mediana era de 37 anys. Per cada 100 dones de 18 o més anys hi havia 107,9 homes.
La renda mediana per habitatge era de 40.938 $ i la renda mediana per família de 55.938 $. Els homes tenien una renda mediana de 37.188 $ mentre que les dones 21.389 $. La renda per capita de la població era de 15.615 $. Entorn del 9,1% de les famílies i l'11,3% de la població estaven per davall del llindar de pobresa.

## Poblacions més properes
El següent diagrama mostra les poblacions més properes.